# Key Largo
Key Largo é uma Região censo-designada localizada no estado americano de Flórida, no Condado de Monroe.

## Demografia
Segundo o censo americano de 2000, a sua população era de 11.886 habitantes.

## Geografia
De acordo com o United States Census Bureau tem uma área de
39,6 km², dos quais 31,5 km² cobertos por terra e 8,1 km² cobertos por água.

## Citação musical histórica
A cantora nigeriana Sade, em sua canção mais famosa, Smooth Operator, cita Key Largo na letra, como uma clara alusão a alguém que está cruzando o Estados Unidos de ponta-à-ponta.
o trecho diz: Coast-to-coast, LA to Chicago, Western male. Across the North and South to Key Largo, love for sale
na tradução para português, seria: Costa-à-costa, Los Angeles a Chicago, cara ocidental. Cruzando norte e sul até Key Largo, amor à venda
Fazendo uma conotação geográfica a Key Largo ser uma das últimas cidades mais ao sul do Estados Unidos da América, (ainda que não seja a última de fato).

## Localidades na vizinhança
O diagrama seguinte representa as localidades num raio de 48 km ao redor de Key Largo.